# Districte municipal de Radviliškis
El Districte municipal de Radviliškis (en lituà: Radviliškio rajono savivaldybė) és un dels 60 municipis de Lituània, situat dins del comtat de Šiauliai, i que forma part de la regió de Aukštaitija. El centre administratiu del municipi és la ciutat Radviliškis des del 1950.
Radviliškis és coneguda per les seves begudes gasoses, les indústries de processament de la fusta amb la producció de mobles i maquinària, confecció de roba de punt per a homes i senyores, i per tenir el més gran mercat de cotxes de segona mà del nord de Lituània. El districte és famós també per l'extracció de torba.
L'agricultura es desenvolupa al districte a causa de l'alta fecunditat de la terra. Les principals produccions són la cria de vaques, porcs i ovelles junt amb els cereals. Les taxes de producció de carn, llet, cereals i remolatxa sucrera es troben entre les més altes de Lituània.

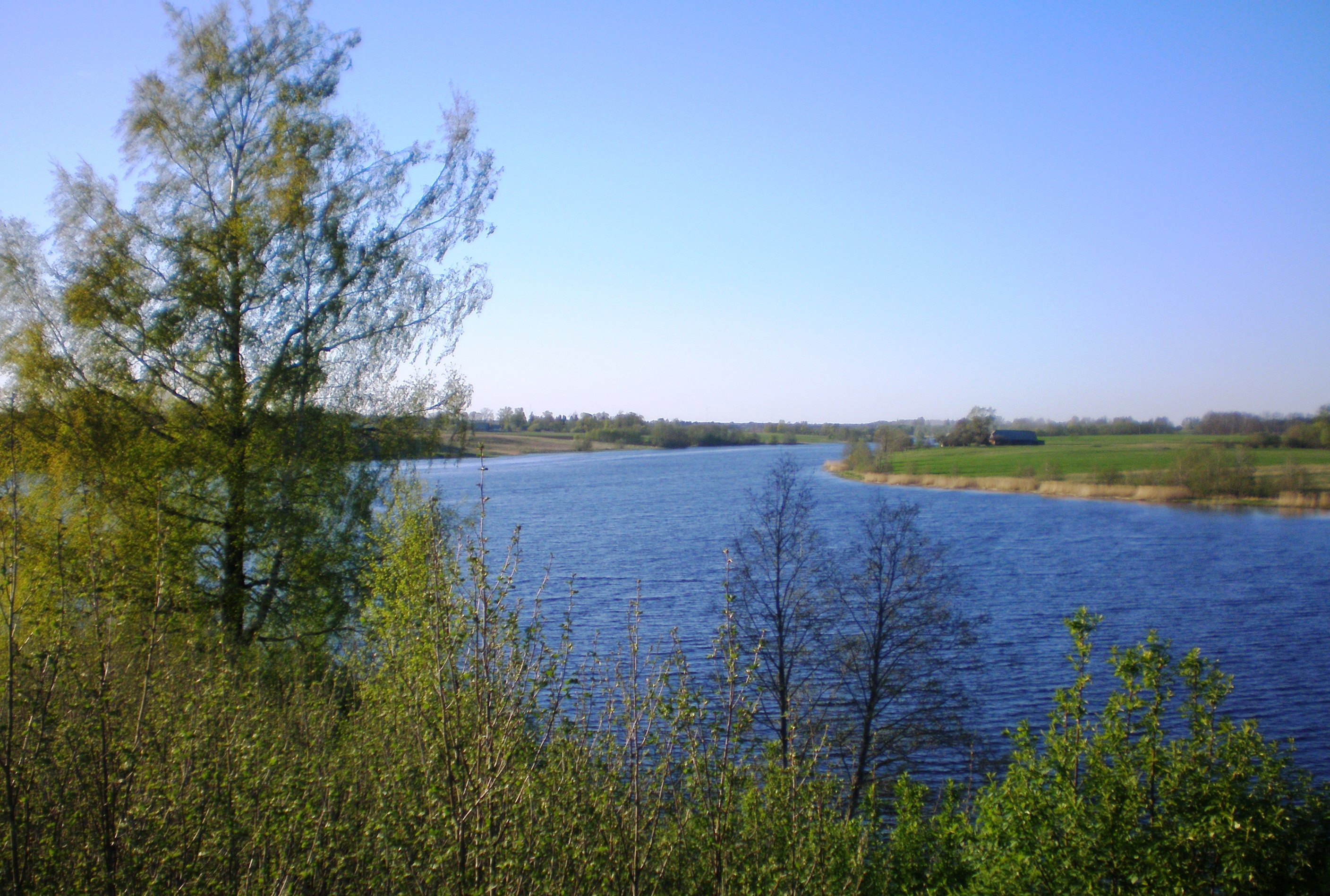
Llac Vaitiekūnai

## Seniūnijos del Districte municipal de Radviliškis
- Aukštelkų seniūnija (Aukštelkai)
- Baisogalos seniūnija (Baisogala)
- Grinkiškio seniūnija (Grinkiškis)

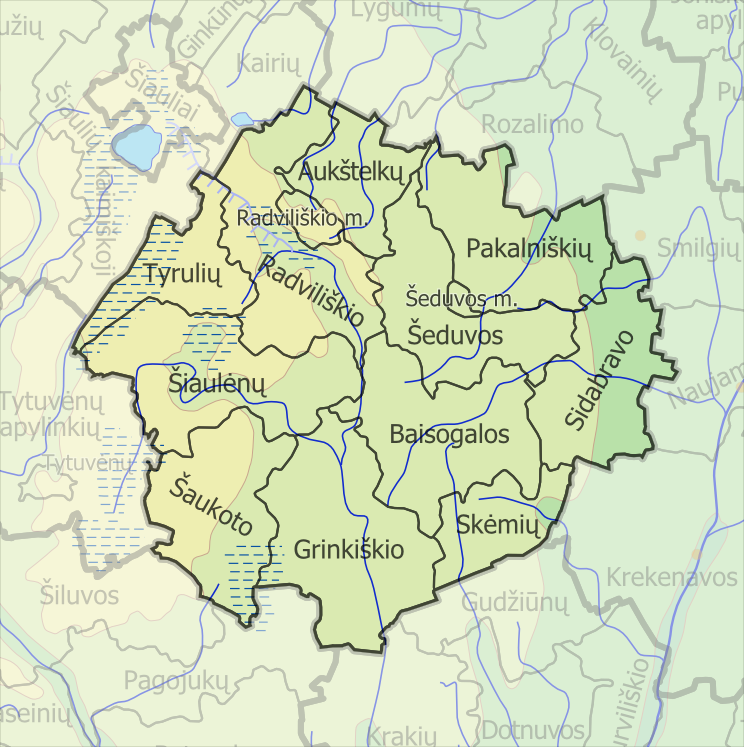
Mapa del districte

- Pakalniškių seniūnija (Raudondvaris)
- Radviliškio seniūnija (Radviliškis)
- Radviliškio miesto seniūnija (Radviliškis)
- Sidabravo seniūnija (Sidabravas)
- Skėmių seniūnija (Skėmiai)
- Šaukoto seniūnija (Šaukotas)
- Šeduvos miesto seniūnija (Šeduva)
- Šiaulėnų seniūnija (Šiaulėnai)
- Tyrulių seniūnija (Tyruliai)